# 孔惠云
孔惠云（？—？），孔子后裔，代次、世系均不详。
刘宋元嘉二十八年（451年），孔惠云被封为奉圣侯，后因有重病，孔惠云失去了爵位。后世孔子世家谱，没有孔惠云，孔继涑分析说，可能是北魏孔灵珍被封为崇圣侯之后，尊自己的四代祖先孔抚、孔懿、孔鲜、孔乘为嫡裔，而正史记载的东晋南朝所封的数人，子孙不嗣，家乘失传。
| 前任： 孔隐之 | 刘宋奉圣亭侯 451年—458年之前 | 繼任： 孔迈 |